# 샌안토니오 라이더스
| 샌안토니오 라이더스 |                                     |
| 디비전              | -                                   |
| 설립연도            | 1991년                              |
| 해체연도            | 1992년                              |
| 역사                | 샌안토니오 라이더스 (1991년~1992년) |
| 경기장              | -                                   |
| 연고지              | 텍사스주 샌안토니오                 |
| 구단주              | 래리 벤슨                           |
| 단장                | 존 피터슨                           |
| 감독                | 마이크 라일리                       |
| 디비전 우승         | -                                   |
| 그레이 컵 우승      | -                                   |
| 영구 결번           | -                                   |

샌안토니오 라이더스(San Antonio Riders)는 미국 텍사스주 샌안토니오를 연고지로 하는 CFL 참가하려고 했지만 팀 사정으로 참가를 포기했다.